# Marcelo Escorel
Marcelo Escorel, właściwie Antônio Marcelo Escorel de Sá Martha (ur. 13 września 1960 w Rio de Janeiro) – brazylijski aktor telewizyjny, teatralny i filmowy.

## Wybrana filmografia

### Filmy fabularne
- 1994: Lamarca
- 1996: Como Nascem os Anjos jako Baccaro
- 1999: Outras Estórias
- 2001: Bufo & Spallanzani jako Wilfredo
- 2001: O xangô de Baker Street jako Olavo Bilac
- 2003: Garrincha - Estrela Solitária jako Gilberto
- 2003: Carandiru jako skorumpowany policjant
- 2003: As Alegres Comadres jako Braga
- 2007: Tropa de Elite jako pułkownik Otavio
- 2012: Totalmente Inocentes jako kapitan Nervosão

### Seriale TV
- 1994: A Viagem jako Carcereiro
- 1995: Irmãos Coragem jako Ernane
- 1997: A Indomada jako Lauro
- 1998: Pecado Capital jako delegat
- 2000: Aquarela do Brasil jako policjant
- 2011: Samson i Dalila (Sansão e Dalila) jako Ínarus
- 2012: Máscaras jako João Toga
- 2014: Cuda Jezusa (Milagres de Jesus) jako Naor
- 2014: Vitória jako Fernando